# Actinocephalus
Actinocephalus är ett släkte av gräsväxter. Actinocephalus ingår i familjen Eriocaulaceae.

## Bildgalleri

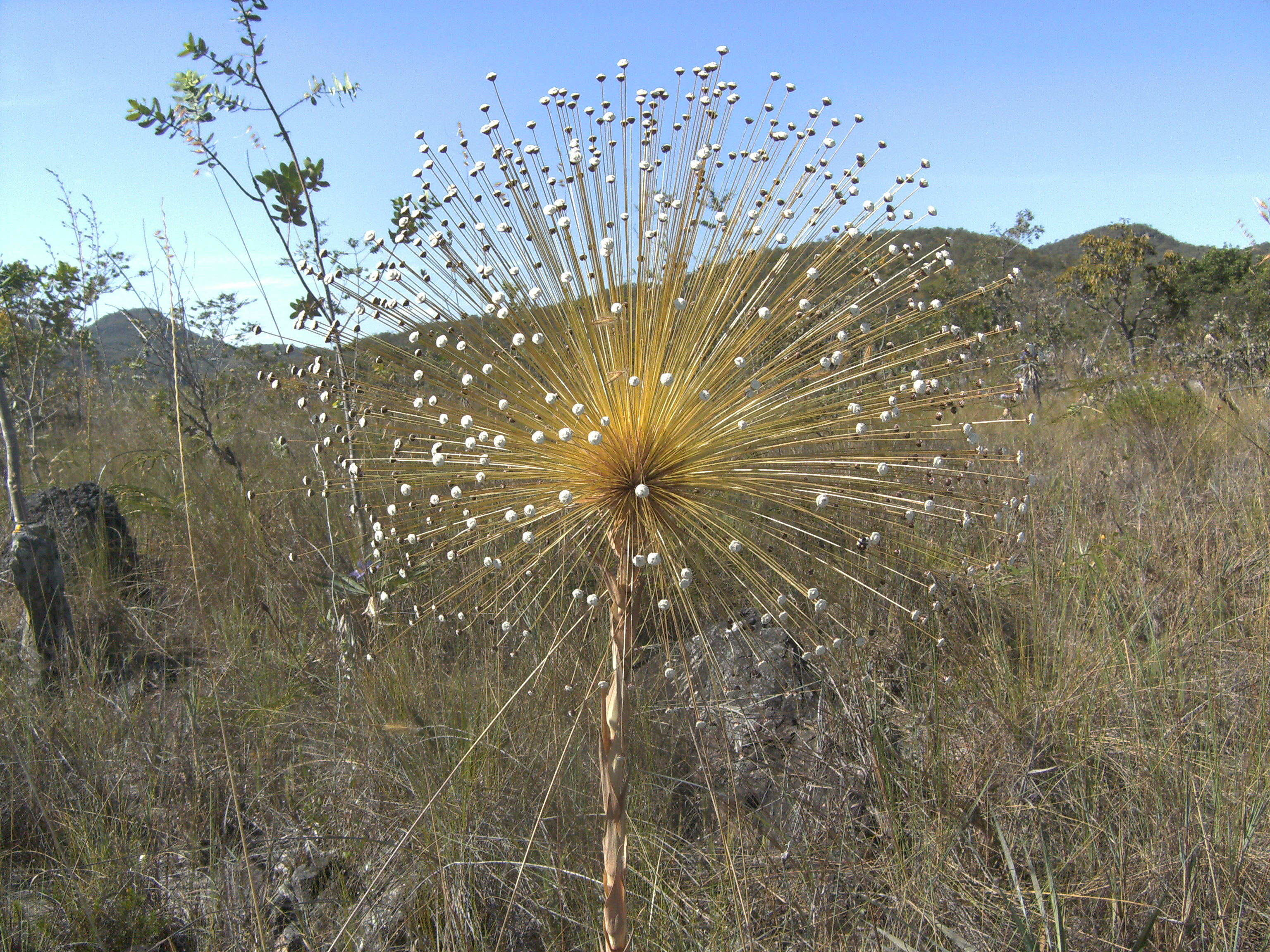
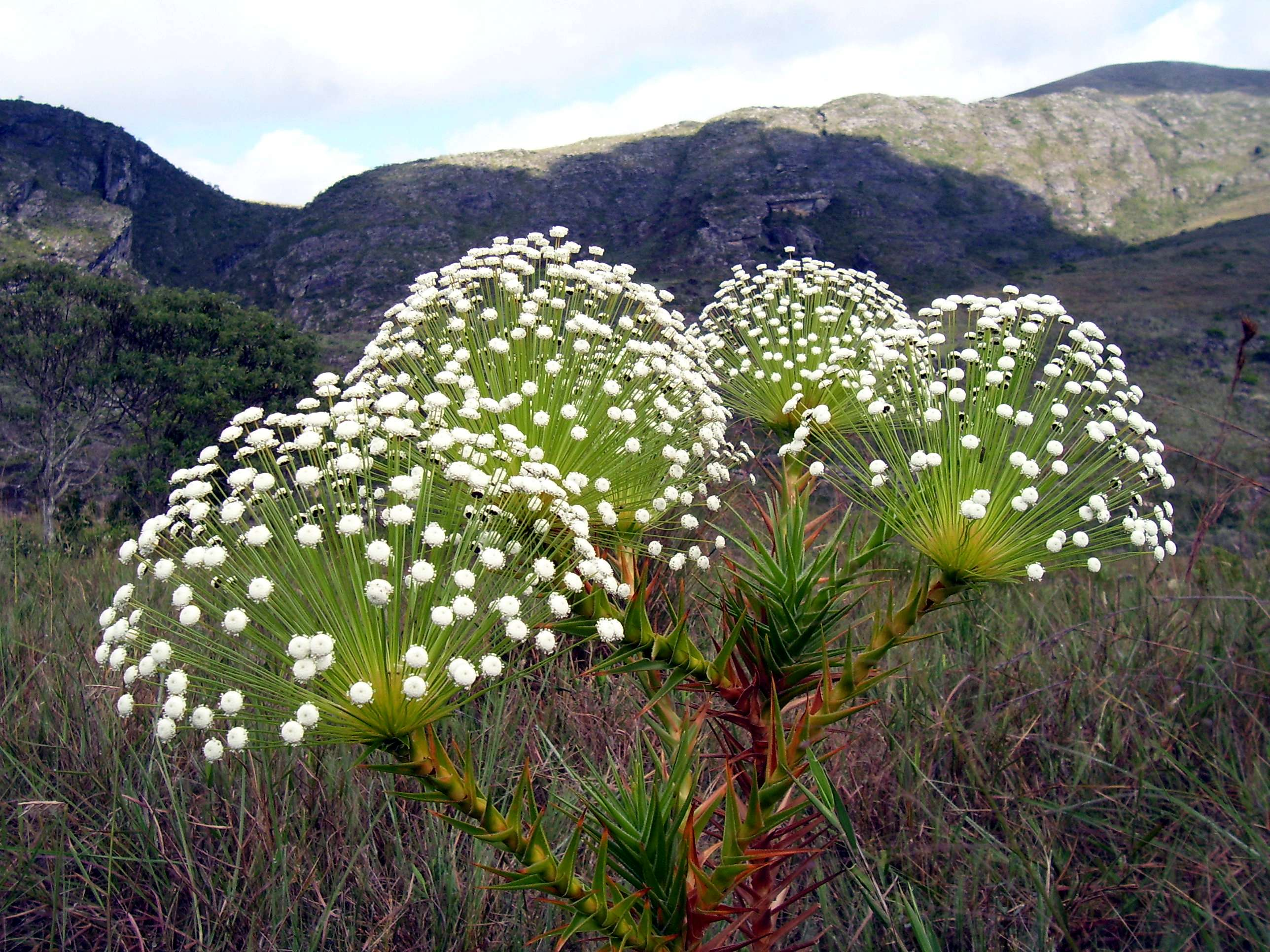

## Dottertaxa tillActinocephalus, i alfabetisk ordning[1]
- Actinocephalus aggregatus
- Actinocephalus bongardii
- Actinocephalus brachypus
- Actinocephalus cabralensis
- Actinocephalus callophyllus
- Actinocephalus ciliatus
- Actinocephalus cipoensis
- Actinocephalus claussenianus
- Actinocephalus compactus
- Actinocephalus coutoensis
- Actinocephalus deflexus
- Actinocephalus denudatus
- Actinocephalus diffusus
- Actinocephalus divaricatus
- Actinocephalus falcifolius
- Actinocephalus fimbriatus
- Actinocephalus glabrescens
- Actinocephalus graminifolius
- Actinocephalus herzogii
- Actinocephalus heterotrichus
- Actinocephalus ithyphyllus
- Actinocephalus koernickeanus
- Actinocephalus nodifer
- Actinocephalus ochrocephalus
- Actinocephalus polyanthus
- Actinocephalus ramosus
- Actinocephalus rigidus
- Actinocephalus robustus
- Actinocephalus stereophyllus
- Actinocephalus verae